# 安部一郎
安部 一郎（あべ いちろう、1922年11月12日 - 2022年2月27日）は、日本の柔道家。講道館十段。
1950年代以降のヨーロッパにおいて講道館柔道の普及に尽力し、斯道の国際的発展に大いに貢献した。帰国後は講道館国際部部長や同審議部部長を経て、同参与を務めた。

## 経歴

### 柔道との出会い
秋田県の生まれ。両親が山形県出身であったため本籍はしばらく山形県西村山郡谷地町にあった。
父親が農林省（現・農林水産省）に勤める国家公務員であった関係で安部は幼少時より宮崎県や岐阜県など日本各地を転々とし、中学校の入学時には群馬県の前橋市に住んでいた。
旧制前橋中学校（現・県立前橋高校）に入学すると体育のほかに軍事教練や武道の授業があり、武道は剣道と柔道のどちらかを選択することになる。当時の安部は体型的には剣道の方が向いてると自認しつつも、剣道の防具より柔道衣の方が親に金銭的負担を掛けずに済むという理由で柔道を選択したことが柔道との出会いであった。
それでも、警察官OBの柔道教員が授業を担当していた当初は柔道へ興じることはなかったが、2年生になり東京高等師範学校を卒えたばかりの佐藤茂が教員として赴任してきて授業を受け持つようになると、その上手な教え方に魅かれ、俄然柔道が楽しくなった。授業だけでは飽き足らなくなった安部は、先生や先輩からの勧誘もあって柔道部に入部した。同じ頃には同級生10人も一緒に入部しており、「柔道はこんなに素晴らしいものなのかと思い始めた」と語っている。
5年間の師範学校生活で安部は3年次に団体戦のレギュラーとなる。同年の県大会では準決勝戦で群馬師範学校と相見えると、制度の都合で2学年上のメンバーが顔を揃える相手との試合であったが安部は首尾よく引き分けに持ち込んだ。チームは大会3位に終わったものの、「先輩が全員敗れる中で自分は引き分けることができ、そこでまた自信が出て柔道が面白くなった」とのちに語っている。
またこの頃、東京高師では夏休みに全国の中等学校から生徒を集めて1週間の講習会を行っており、佐藤に引率されて参加した安部は、 ここで永岡秀一や橋本正次郎、大滝忠夫、松本芳三らの薫陶を受ける機会を得た。

### 東京高師入学と太平洋戦争
佐藤の元で本物の柔道に触れたのを機に柔道の専門家を志すようになった安部は、1941年春に旧制前橋中学校を卒業すると、佐藤と同じ東京高師の体育科第二部に進学。同期には、旧制盛岡中学校（現・県立盛岡第一高校）を全国優勝に導いて名を馳せた川村禎三らがいた。
2年次までは普通に授業を受けて柔道をする事ができたが、3年生になった頃には太平洋戦争に暗雲が垂れ込め始めて赤羽の被服廠や栃木県の農家に勤労奉仕に赴き、4年生になると学校に行く事も全くできなくなっていった。
それでも安部は教員を養成する師範学校の学生という事で学徒出陣は免除されていたが、他校の学生が出征しているのに自分達だけが田の開墾をしている状況に耐えられず、自ら志願して陸軍の特別操縦見習士官を受験し、宇都宮市にあった陸軍飛行学校に入校した。
ここでの安部は3カ月の地上訓練を受けた後にパイロットとして養成され、わずか18時間の離着陸訓練を受けただけで1人で飛行機に乗り込み操縦を任されるという有様だった。その後1944年2月に朝鮮半島に渡った安部は海州の陸軍飛行教育隊で旧式の戦闘機を、更に同年5月からは平壌近くの朝鮮会文陸軍飛行教育隊で爆撃機の訓練を受け、戦況の悪化に伴いソウル方面へ移動して水原で終戦を迎えた。
その後はアメリカ軍を避けて転々と移動し、釜山まで約200kmという所で武装解除。終戦を迎えたとはいえ軍刀を帯びていたため、釜山まで一昼夜かけて徒歩で移動し、釜山の港から福岡市へ帰国を果たした。1945年秋の事であったが、帰路に原子爆弾で焦土と化した広島市を見て敗戦を実感したという。

### 終戦後
| 段位 | 年月日         | 年齢 |
| ---- | -------------- | ---- |
| 入門 | 1938年7月29日  | 15歳 |
| 初段 | 1938年8月17日  | 15歳 |
| 二段 | 1939年8月15日  | 16歳 |
| 三段 | 1942年1月11日  | 19歳 |
| 四段 | 1944年1月9日   | 21歳 |
| 五段 | 1946年7月25日  | 23歳 |
| 六段 | 1951年7月24日  | 28歳 |
| 七段 | 1957年11月20日 | 35歳 |
| 八段 | 1971年5月1日   | 48歳 |
| 九段 | 1992年4月24日  | 69歳 |
| 十段 | 2006年1月8日   | 83歳 |

両親の住む東京に戻って実家で3日ほど休んだ後に東京高師を訪ねると、立派だった道場は空襲で焼かれていたが、それでも附属小学校を間借りして橋本、大滝、松本らが引き続き柔道指導に当たっていた。
復学を希望した安部だったが、半年の就学期間があったために既に1944年9月付で卒業扱いとなっており、橋本から講道館への就職を斡旋されて、子安正男八段（のち九段）が課長を務める同館秘書課に着任。
講道館では南郷次郎館長が呼び出しベルを鳴らすと走って行って用事を仰せつかる、という業務内容で、仕事らしい仕事が無い日も多く、午後3時には切り上げて講道館道場で門生達に稽古をつけて汗を流した。安部は後にこの頃のことを「刺激が無いので苦痛だった」と述べている。そんな生活を心配した旧制岸和田中学校（現・府立岸和田高校）に勤める東京高師時代の同級生、播本定彦から大阪の旧制中学校教員のポストを紹介された安部は1年で講道館を辞して、播本と同じ岸和田中学校に赴いた。
しかしGHQから武道を禁止されていた時期でもあったので、中学校では柔道ではなく一般体育を教えた。柔道はもっぱら町道場に限られたが、東京高師出身の柔道家が稽古を付けているという評判が広まって、近隣の若者達が多く集まってきたという。
安部は大阪府の柔道大会に出て得意技の払腰・釣込腰・大外刈を武器に他の出場選手達を圧倒し、1948年には近畿対九州の対抗大会等にも出場。その活躍を見た岸和田警察署から声が掛かり、授業の合間には警察官の指導にも当たった。
更に堺警察署の署長から熱心な勧誘を受けた安部は、柔道を存分にやりたいという思いを抑え切れずに2年間務めた教員を辞め、1949年4月に堺市警察本部へ奉職した。身分は警察官ではなく、職員（柔道教師ならびに主事として警部待遇）であったという。
引き続き選手としては1950年の愛知国体に大阪代表で出場するなどしたが、指導者としては警察署で午前中に警察官に稽古を付けた後、昼間は特に仕事も無く署内の机に向かって指導計画を立てるなどしており、給与や待遇面では教員時代より良くはなったものの「本当にこれで良いのか」と悶々とした感覚も同時に抱いていたという。

### フランスへの道
警察署での勤務も2年目を迎えた頃、講道館ではフランス柔道連盟より指導員の派遣依頼を受けており、安部に白羽の矢が立てられる事となった。講道館に国際部が無かった当時、海外との交渉を一手に担っていた嘗ての恩師・松本芳三より打診を受けた安部は、終戦後の貧しい生活の中で若気の至りもあって海外での柔道指導に興味を抱き、また講道館で米軍兵に稽古を付けた経験もあったので、2年間という契約でこの誘いを承諾したという。安部はこの時29歳、段位は講道館六段であった。
当時は現在のように飛行機は発達しておらず、安部は1951年10月に横浜港からラ・マルセエーズ号で出航。 香港、マニラ、サイゴン、セイロン、スエズ運河を経てマルセイユに至る30日間の船旅の道中、一等客船の切符で招かれた安部は船内のレストランで見た事もない料理とワインに驚き、柔道指導に行くという事でフランス人乗組員から手厚いもてなしを受け、「夢のような旅だった」と述懐する。
当時の欧州には柔道連盟のような団体はあったものの、国境を跨いだ統括組織として活発に活動しているわけではなく、欧州各国ではその流派や技量に格差が見られた。例えばイギリスでは“イギリス柔道の父”こと小泉軍治が伝える講道館柔道が正しく継承されていたが、ドーバー海峡を隔てた隣国のフランスでは川石酒造之助が広めた川石式柔道がパリを中心に主流となっていて講道館柔道とはかなり掛け離れた物が流布していた。
安部に拠れば、川石式柔道は「技に理論が無く、「崩し」や「作り」を指導せず、（生徒達に）技の入り方だけ教えて後は力任せに投げていたので、技が美しくなかった」「どうせ外国人は日本語の技名など覚えられないとの理屈から、技を“背負投”や“大外刈”ではなく、“肩技1番”“足技1番”といった具合に全て番号で呼んでいた」との事。道場を運営すれば儲かるとの理由で川石式柔道はかなり盛んに行われていたが、安部は「褒められるような柔道は少ないものだった」と当時を振り返る。

### 欧州各国で柔道指導
最初に安部が赴いたフランス南部の街・トゥールーズの修道館倶楽部道場ではラッセル三兄弟が指導をしており、その三男が小泉軍治の指導を受けた関係で講道館柔道が行われていたが、それでも技は「掛け」に重点が置かれていて「崩し」と「作り」が疎かになっていたので、安部はここで柔道技法の正しい理論を叩き込んだ。
また、当時の欧州では審判もそれぞれの国の言語でやっていたが、安部は「日本生まれの文化である柔道は、日本語で行うのが当然」との信念から、正しい技術の伝承と同時に正しい日本語の使用を徹底した。
2年間のフランス柔道指導後はベルギーのナショナル連盟からの熱心な勧誘を受け、1953年12月よりベルギー柔道協会の技術理事として現場指導を一手に任された。当初はベルギーでも川石式柔道が根付いていたが、安部は指導計画を作成して体制を整え、技の理屈を精力的に指導し、同地では1年も経たないうちに講道館柔道が主流となっていったという。
その後安部は1955年より欧州柔道連盟で技術顧問を、1960年1月よりベルギー体育スポーツ協会所属のナショナルコーチを任ぜられ、ブリュッセルを拠点にしつつも請われるまま欧州各国で柔道講習会を開催するなどした。
同じく欧州で柔道指導を行っていた平野時男や、当時国際柔道連盟のテクニカル顧問であった川村禎三らの協力の元、欧州各国では「崩し」「作り」「掛け」という講道館理論を根本から指導し、技名も日本語に統一。またバラバラだった審判技術も、前述の通り各国の言語で審判を行っていた状況の改善から着手した。
欧州柔道が現在のように日本を始め世界各国と対等に試合や審判ができるレベルを確立するまでには実に10年以上の歳月を要しており、これを成し得たのは安部の理路整然とした丁寧な理論解説と情熱的な指導、そして何より欧州の柔道家達を魅了したその人柄に他ならないが、当の安部は「（欧州各国は）今と違い日本に学ぼうという姿勢があったため、反発もなく素直に受け入れられた」「道場で自然に日本語が出てくるようになったのは各国柔道連盟の努力の結果」と謙遜する。

### 帰国後

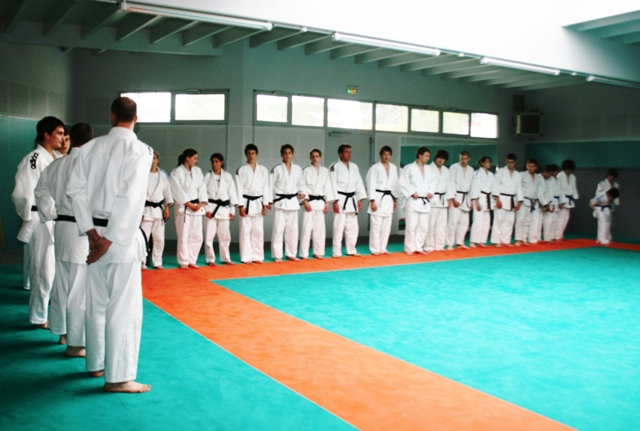
安部らが種を蒔いたフランス柔道の人気は、今や本家・日本のそれを凌ぐまでに育った

都合18年に及ぶ欧州柔道指導の末に世界に通じる柔道ができあがったと確信した安部は、1969年1月に日本へ帰国。
帰国後は各方面よりその豊富な国際的知見を頼られ、 講道館では同年4月より国際部主事や1980年4月より国際部長（のち1996年4月からは同国際事業本部副本部長）、全日本柔道連盟では1969年4月より国際委員（のち1985年4月から1993年3月まで同委員長）、アジア柔道連盟では1969年より技術顧問（1979年まで）や1983年4月より同事務総長（1995年11月まで、以後は同名誉会員）に就任したほか、1971年4月から青年海外協力隊の専門委員（1996年3月まで）、1980年2月には太平洋柔道機構会長（のち1997年7月からは同名誉会長）などの重責を任ぜられた。
講道館ではそれまで曖昧だった昇段規定の明確化に取り組んだほか、当時の講道館には世界中から多くの指導員達が講習会を受講しに来ていたが、逆に講道館から世界に発信していかなければと考えた安部は数多の日本人指導員を世界各国に派遣し、柔道の精神と技術の普及・振興に尽力したという。
一方、日本国内の柔道界やスポーツ界での指導・運営としては、1972年4月に旧・東京都立大学（1983年まで）、1976年4月に母校・東京教育大学（1977年まで）の非常勤講師にそれぞれ着任して後進の指導に当たる傍らで、全日本柔道連盟の国際試合選手強化委員（1977年4月から1986年まで）や理事（1980年4月から1994年6月まで）、審判審査委員（1989年4月から1993年3月まで）、 顧問（1990年4月から）、講道館では参与（1996年4月から、のち2006年4月1日からは同非常勤参与）や審議会調査部長（1997年4月から2004年4月まで）、昇段内規改正委員会委員（2004年4月から）、日本オリンピック委員会の委員（1985年4月から1989年6月まで）といった要職を歴任した。この間、1971年5月に八段、1992年4月には九段位を拝受して赤帯を許されている。　　
2006年1月の講道館鏡開式にて、安部は事実上の最高段位である十段位への昇段が発表された。
90歳を越えてからも道衣に袖を通して講道館道場にて後進の指導に汗を流す傍ら、ベルギーやデンマークなど嘗て安部が講道館柔道の種を撒いた欧州各国に赴いて柔道指導を行うなど精力的に活動していた。
2022年2月27日午前0時10分、講道館より安部が東京都内の介護老人保健施設にて老衰で死去したことが発表された。99歳没。

## 主張
安部は、講道館の機関誌である『柔道』の特集の中で自身の柔道観と後進へのアドバイスを述べており、要旨は以下の通りである。
柔道を学ぶ上で最も大事な事は人間形成であり、社会に貢献できる人間を作る事が柔道の最も大事な役割であって、それが嘉納治五郎師範の訓えでもあると主張。
競技の上での勝ち負けはその時点の結果に過ぎないが、柔道には出会ってから死ぬまで学ぶ事が多くあるとし、その一例として礼儀を挙げて「今の世の中ではあまり学ぶ場面はないが、道場に行ったら礼に始まり礼に終わる。礼儀を学ぶに最適な場所が柔道場」「礼儀が出来てくると人間の基礎が出来てきて、個人として人間が出来てくると社会に貢献できる人間が育つ」と、その重要さを説いている。
とりわけ各自の夢に向かう若者に対しては、「勝ち負けで一喜一憂せずに、大局で物事を考えて欲しい」と語り、更に「他人を敬い、諦めない強い気持ちを育て、柔道をやって良かったと心の底から思える人間に育ってほしい」と続けている。
また現在の欧州柔道については、柔道が1964年に五輪種目として採用（1968年大会を除く）されて以降欧州各国の柔道に対する考え方が変わったとし、目の色を変えて「強化、強化」と試合で勝つ事にウェイトを置いている状況を指摘している。
その上で、「世界の柔道として認められた一方、競技力に偏った事は残念」「柔道本来の目的である“精力善用”“自他共栄”を普及せねばならない」と述べている。
この点については九段昇段時の喜びのメッセージの中でも警鐘を鳴らしており、その際は「人種や宗教を超越し全世界に普及した事は誠に喜ばしい」としつつも、「競技面のみが強調されて最も大切な教育面が忘却されている事は残念」「国際的立場において、柔道が正しく理解されるよう、微力ながら専心努力する覚悟」と意気込みを語っていた。